# Eloria remota
Eloria remota är en fjärilsart som beskrevs av Walker 1855. Eloria remota ingår i släktet Eloria och familjen tofsspinnare. Inga underarter finns listade i Catalogue of Life.